# فشل الانطلاق
فشل الانطلاق (بالإنجليزية: Failure to Launch)‏ فيلم سينمائي أمريكي كوميدي رومانسي تم عرضه للمرة الأولى في 10 مارس 2006. من بطولة ماثيو ماكونهي وسارة جيسيكا باركر وزوي ديشانيل وجوستين بارثا وبرادلي كوبر.

## القصة
تريب رجل جذاب يبلغ من العمر 35 سنة وما زال يعيش مع والديه أل وسو. أعز أصدقاء تريب وهما ديمو وآيس ما زالا أيضا يعيشان في منزل والديهما وثلاثتهم فخورين بذلك. أل وسو غير سعيدين بالوضع الحالي ويخبرهما أصدقائهما بأن وضعهما كان مشابها لهم ولكنهم استعانوا بخبيرة لحل هذه المشكلة.
الخبيرة وهي بولا تعتقد بأن الرجال لا يرغبون في مغادرة منازل والديهم لأنهم يشعرون بالافتقار للثقة بالنفس. طريقة عمل تكمن في تقربها من هذا الشخص وتكوين علاقة صداقة معه وتقوم خلال هذه المدة ببناء الثقة بنفسه. خطوة بخطوة تجعله يقع في حبها ولكن من دون وجود علاقة جسدية بينهما حيث تتظاهر بأنها تحب ما يحبه وتسمح له بمساعدتها في تخطي محنة خيالية والحصول على موافقة أصدقائه والسماح لها بتعليمها شيئا هو يجيده وبالتالي يصبح مستقلا عن والديه.
تكتشف بولا أن تريب لا يطابق أكبر أسلوب عملها حيث أنه لديه علاقات اجتماعية جيدة ولا يعاني من الافتقار للثقة بالنفس. تريب لا يلتزم بأي علاقة عاطفية لفترة طويلة ويستغل إقامته مع والديه لفسخ العلاقة. عندما رغب تريب في فسخ علاقته معها أبدت عدم اعتراضها على إقامته مع والديه وبالتالي قررت البقاء معه في تلك الليلة مما نتج عنه تطور مشاعر الحب منها تجاهه.
كيت زميلة بولا في السكن تصارحها بأن حياتها غير صحية وبأنها تتبع هذا النوع من العمل من أجل الهروب من تكوين علاقة صحية مع الرجال.
يكتشف آيس الأمر فيبتز بولا من أجل مواعدة كيت على الرغم من انجذابها إلى ديمو. تطورت العلاقة بين آيس وكيت ووقعا في الحب سريعا. قرر آيس إخبار ديمو بما يعرفه الذي لا يستطيع كبت هذا السر عن صديقه تريب مما يؤدي إلى أن ينفصل تريب عن بولا أثناء تناولهما وجبة العشاء مع والديه. يقرر والديه وأصدقائه أن يخططوا من أجل إرجاعهم لبعض. يتم التوصل إلى خطة بتقييد تريب بالحبال وحبسه في غرفة واحدة مع بولا. أثناء تواجدهما في الغرفة يعبران عما يجول في خاطرهما ويتصالحان ويعترفان بحبهما لبعض ويقرر تريب الرحيل عن منزل والديه والبحث عن منزل خاص به من أجل الإقامة فيه مع بولا.

## البطولة
- ماثيو ماكونهي في دور تريب.
- سارة جيسيكا باركر في دور بولا.
- زوي ديتشانيل في دور كيت.
- جوستين بارثا في دور آيس.
- برادلي كوبر في دور ديمو.
- تيري برادشو في دور أل.
- كاثي بيتس في دور سو.
- تيريل جاكسون ويليامز في دور جيفري.
- كاثرين وينيك في دور ميليسا.
- روب كوردري في دور بائع الأسلحة.

## الميزانية والإيرادات
بلغت تكلفة إنتاج الفيلم حوالي 50 مليون دولار بينما حقق أرباحا تقدر بـ 128.406.887 دولار.

## وصلات خارجية
- فشل الانطلاق على موقع IMDb (الإنجليزية)
- فشل الانطلاق على موقع ميتاكريتيك (الإنجليزية)
- فشل الانطلاق على موقع روتن توميتوز (الإنجليزية)
- فشل الانطلاق على موقع نتفليكس (الإنجليزية)
- فشل الانطلاق على موقع قاعدة بيانات الأفلام العربية
- فشل الانطلاق على موقع ألو سيني (الفرنسية)
- فشل الانطلاق على موقع Turner Classic Movies (الإنجليزية)
- فشل الانطلاق على موقع أول موفي (الإنجليزية)
- فشل الانطلاق على موقع بوكس أوفيس موجو (الإنجليزية)
- فشل الانطلاق على موقع فيلمافينيتي (الإسبانية)
- الموقع الرسمي